# هاينريش رانكه
هاينريش رانكه (و. 1830 – 1909 م) هو طبيب أطفال، وأستاذ جامعي، وطبيب، وعالم وظائف الأعضاء ألماني، ولد في غوكرسدورف (فرانكونيا الوسطى)، توفي في ميونخ، عن عمر يناهز 79 عاماً.